# Stromquelle
Eine Stromquelle stellt in der Schaltungstheorie und Netzwerkanalyse der Elektrotechnik einen aktiven Zweipol dar, der an seinen Anschlusspunkten einen elektrischen Strom liefert. Als wesentliche Eigenschaft hängt die Stromstärke nur gering oder (bei dem Modell als ideales elektrisches Bauelement im Rahmen der Schaltungsanalyse) gar nicht von der elektrischen Spannung an seinen Anschlusspunkten ab. Die Stromstärke ist im Idealfall unabhängig vom jeweilig angeschlossenen Verbraucher. Stromquellen können Wechselstrom oder zeitlich konstanten Gleichstrom liefern; im technischen Gebrauch werden sie auch als Konstantstromquellen bezeichnet.
Strom- und Spannungsquellen haben zueinander entgegengesetzte Eigenschaften und sind als ideale Bauelemente voneinander unabhängige Modelle. Eine reale Stromquelle wird dadurch beschrieben, dass das Quellenmodell zusammen mit mindestens einem passiven Bauelement betrieben wird. Bei einer realen linearen Stromquelle ist dieses ein ohmscher Widerstand parallel zum Quellenmodell.

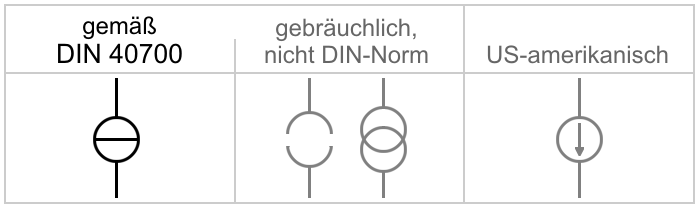
Schaltzeichen einer elektrischen Stromquelle.
Normung des linken Schaltzeichens inzwischen international in IEC 60617-2:1996 und DIN EN 60617-2:1997
Dieses Schaltzeichen steht immer für das Modell der idealen, belastungsunabhängigen Stromquelle.

## Allgemeines
Die Spannungsquelle ist aus der Alltagserfahrung bekannt; sie kann anschaulich physikalisch erklärt werden. Die Stromquelle hingegen physikalisch zu erklären, dürfte nicht ohne weiteres möglich sein; sie ergibt sich aus einem mathematischen Modell. Im Rahmen der elektrischen Netzwerkanalyse ist die Stromquelle das Gegenstück einer Spannungsquelle: Als Zweipol betrachtet liefert
- die Spannungsquelle eine bestimmte elektrische Spannung unabhängig von der aufgebrachten Stromstärke,
- die Stromquelle eine bestimmte Stromstärke unabhängig von der aufgebauten elektrischen Spannung.[3][5]

Eine beliebige Anordnung von linearen Spannungs- und Stromquellen und Widerständen in Form einer elektrischen Schaltung lässt sich nach außen immer als Zweipol durch nur eine Stromquelle mit einem Innenwiderstand vollständig beschreiben. Dieser Zusammenhang wird auch als das Norton-Theorem bezeichnet und spielt in der elektrischen Schaltungsanalyse eine Rolle, da sich damit komplizierte Schaltungen auf vereinfachte Ersatzschaltungen reduzieren lassen, die dann der Analyse leichter zugänglich sind.
In den Ersatzschaltungen wird die Stromquelle immer als von der Spannung unabhängig angesehen. Dieses Verhalten ist in Realität nur näherungsweise zu erreichen; dann sind im Ersatzschaltbild zur besseren Beschreibung der Realität weitere Bauelemente einzufügen. Im einfachsten Fall dient dazu ein zur Stromquelle parallel liegender ohmscher Innenwiderstand. Bei technisch genutzten Stromquellen wird im Regelfall versucht, den Innenwiderstand möglichst groß zu halten.
Als die Belastung einer Quelle wird ein an ihren Anschlusspunkten angeschlossener elektrischer Verbraucher verstanden – im einfachsten Fall ein ohmscher Widerstand. Der Verbraucher setzt die von der Quelle gelieferte elektrische Leistung in einen Wärmestrom oder eine andere Leistung um. Eine unbelastete Quelle gibt keine elektrische Leistung {\displaystyle P=U\cdot I} an einen Verbraucher ab, wenn mindestens einer der beiden Faktoren in der Gleichung null ist:
- Bei einer Spannungsquelle, die per Definition immer ein {\displaystyle U\neq 0} liefert, wird der unbelastete Zustand durch {\displaystyle I=0} erreicht. Dieser Fall wird als Leerlauf bezeichnet.
- Bei einer Stromquelle, die per Definition immer ein {\displaystyle I\neq 0} liefert, wird der unbelastete Zustand durch {\displaystyle U=0} erreicht. Dieser Fall wird als Kurzschluss bezeichnet.

Im Inneren eines Gerätes, das als Stromquelle bezeichnet werden kann, hängt die Verlustleistung wesentlich davon ab, wie die Quelle technisch realisiert ist; sie lässt auf das prinzipielle Verhalten der Stromquelle keine Rückschlüsse zu. Die hier verwendeten Begriffe „ideale Stromquelle“ und „reale Stromquelle“ werden in derselben Sinngebung verwendet, wie sie in der Fachliteratur üblich sind.

## Verhalten

Kennlinie einer idealen (in Rot) und zweier linearer (in Türkis) Stromquellen und zum Vergleich einer realen Solarzelle (in Grün)

### Überblick
Die Ausgangsstromstärke {\displaystyle I} einer Stromquelle als Funktion der an den Klemmen entstehenden Spannung {\displaystyle U_{\mathrm {kl} }} wird grafisch als Kennlinie dargestellt.
- Bei einer idealen Stromquelle ist diese gemäß der Definition eine waagerechte Gerade; sie ist im Kennliniendiagramm rechts als rote Linie dargestellt.
- Eine reale Stromquelle liefert eine fallende Kennlinie, bei welcher die Stromstärke mit steigender Spannung abnimmt.

Ersatzschaltbild einer linearen Stromquelle (mit Verbraucher)

- Eine lineare Stromquelle wird durch eine ideale Stromquelle mit dem Kurzschlussstrom {\displaystyle I_{\mathrm {K} }} und einen Innenwiderstand {\displaystyle R_{\mathrm {i} }} wie im nächsten Bild beschrieben. Die Ausgangsstromstärke ergibt sich zu

{\displaystyle I=I_{\mathrm {K} }-U_{\mathrm {kl} }/R_{\mathrm {i} }\ }
Demnach ist die Kennlinie eine fallende Gerade. Die Neigung wird umso geringer, je größer {\displaystyle R_{\mathrm {i} }} wird; sie ist in der Farbe Türkis gezeichnet.
- Eine nichtlineare Stromquelle ist beispielsweise die Solarzelle mit ihrer stark gekrümmten Kennlinie; diese ist in der Farbe Grün gezeichnet. In ihrem flachen Bereich (bei geringer Klemmenspannung) verhält sich die Solarzelle eher wie eine Stromquelle; im steilen Bereich (bei geringer Stromabgabe) nimmt sie eher (aber nicht so ausgeprägt) das Verhalten einer Spannungsquelle an.

Neben der unabhängigen Stromquelle mit einem festen Kurzschlussstrom gibt es die gesteuerte Stromquelle, deren Kurzschlussstrom eine Funktion einer äußeren Größe ist. Zur Steuerung wird eine Spannung oder ein Strom an getrennten Eingabepunkten angeschlossenen.

### Ideale Stromquelle

Kennlinie eines Netzgerätes mit einstellbarer Spannungs- und Strombegrenzung sowie Kennlinien zweier ohmscher Verbraucher

Die ideale Stromquelle ist der Grenzfall einer linearen Stromquelle mit einem Innenwiderstand {\displaystyle R_{\mathrm {i} }\rightarrow \infty }. Damit der Strom einer idealen Stromquelle fließen kann, baut sie je nach Widerstand {\displaystyle R_{\mathrm {V} }} des Verbrauchers eine entsprechend hohe Spannung auf.
{\displaystyle U_{\mathrm {kl} }=I\cdot R_{\mathrm {V} }}
Einen Leerlauf darf man bei einer idealen Stromquelle nicht entstehen lassen! Sie lässt {\displaystyle U_{\mathrm {kl} }\rightarrow \infty } gehen; es entstehen Überschläge. Z. B. bei Stromwandlern besteht, wenn man sekundär eine Steckverbindung öffnet oder anders eine Leitung unterbricht, aus diesem Grund tatsächlich Lebensgefahr!
Bei einer elektronischen Stromquelle ist das meistens anders: Hier kann die Klemmenspannung die interne Speisespannung nicht überschreiten, mit der die Quelle aus ihrem Netzgerät versorgt wird. Es besteht keine Gefahr, wenn die interne Speisespannung eine sogenannte Kleinspannung ist.
Bei entsprechender Ausstattung besitzt ein Labornetzgerät eine Rechteckkennlinie mit einstellbarer Spannungsbegrenzung und einstellbarer Strombegrenzung. Es verhält sich ab Erreichen der Strombegrenzung (im Kennlinienbild bei Belastung mit dem kleineren der beiden Widerstände) wie eine Konstantstromquelle. Bei einem größeren Widerstand wird für denselben Strom mehr Spannung aufgebaut. Wird die Spannungsbegrenzung erreicht (im Bild mit der steileren Geraden), verhält sich das Gerät wie eine Konstantspannungsquelle.
Im Modell der idealen Stromquelle wird die zur Verfügung stehende elektrische Leistung als unendlich groß angenommen. Für ein technisches Gerät ist jedoch die Leistungs- oder Spannungsabgabe begrenzt; bei Überschreitung einer im Datenblatt anzugebenden Grenze kann der Strom einbrechen. Wo es auf die Unerfüllbarkeit der Modelleigenschaft ankommt, werden fallweise Ersatzschaltungen eingesetzt. Durch diese kann eine reale Stromquelle mittels idealer Stromquelle modelliert werden (wie beispielsweise als lineare Stromquelle).

### Lineare Stromquelle
Im Grenzfall des Kurzschlusses mit {\displaystyle U_{\mathrm {kl} }=0} fließt der gesamte Strom der Quelle über die Ausgangsklemmen. Bei steigendem Lastwiderstand steigt die Klemmenspannung bis zum Grenzfall des Leerlaufes; dann nimmt die Klemmenspannung einen Wert {\displaystyle U_{0}} an, bei dem der gesamte Quellenstrom durch den Innenwiderstand fließt.
{\displaystyle U_{0}=I_{\mathrm {K} }\cdot R_{\mathrm {i} }}
Je größer {\displaystyle R_{\mathrm {i} }} wird, desto größer wird {\displaystyle U_{0}}.
Eventuell kann eine leerlaufende reale Stromquelle sich selbst zerstören. Manche Netzteile dürfen deshalb nur unter Last betrieben werden.

Äquivalenz der linearen Spannungs- und Stromquelle

Lineare Stromquellen sind zu linearen Spannungsquellen (ideale Spannungsquelle mit in Reihe geschaltetem Innenwiderstand) äquivalent. Welcher Begriff verwendet wird, hängt davon ab, zu welcher Idealform das Verhalten der Quelle näher gesehen wird. Die nachfolgenden Gleichungen lassen sich ineinander umrechnen; die linken beschreiben die Spannungsquelle, die rechten die Stromquelle.
{\displaystyle U_{\mathrm {kl} }=U_{0}-I\cdot R_{\mathrm {i} }\quad \Leftrightarrow \quad I=I_{\mathrm {K} }-U_{\mathrm {kl} }\cdot {\frac {1}{R_{\mathrm {i} }}}}
{\displaystyle U_{\mathrm {kl} }=U_{0}-I\;\,{\frac {U_{0}}{I_{\mathrm {K} }}}\quad \Leftrightarrow \quad I=I_{\mathrm {K} }-U_{\mathrm {kl} }\;\;{\frac {I_{\mathrm {K} }}{U_{0}}}}
Aufgrund ihres Quellenwiderstands ist die übertragbare elektrische Leistung begrenzt auf einen Maximalwert. Dieses wird bei der linearen Spannungsquelle behandelt.

### Wirkungsgrad
Der Wirkungsgrad einer Stromquelle {\displaystyle \eta _{I}} ergibt sich aus dem Verhältnis der dem Verbraucher {\displaystyle R_{\text{V}}} zugeführten Leistung zur von der Stromquelle erzeugten Leistung. Bei der idealen Stromquelle ist die abgegebene Stromstärke {\displaystyle I} gleich der erzeugten Stromstärke {\displaystyle I_{\text{K}}}, die Spannung {\displaystyle U_{\text{kl}}} ist an Quelle und Verbraucher ohnehin gleich; damit ist der Wirkungsgrad in diesem Fall {\displaystyle \eta _{I{\text{ ideal}}}=1}.
Bei der linearen Stromquelle geht ein Teil der erzeugten Stromstärke an {\displaystyle R_{\text{i}}} verloren und die abgegebene Leistung ist kleiner als die erzeugte. Für {\displaystyle 0<R_{\text{V}}<\infty } und {\displaystyle 0<R_{\text{i}}<\infty } ist
{\displaystyle \eta _{I}={\frac {\frac {U_{\text{kl}}^{2}}{R_{\text{V}}}}{{\frac {U_{\text{kl}}^{2}}{R_{\text{i}}}}+{\frac {U_{\text{kl}}^{2}}{R_{\text{V}}}}}}={\frac {\frac {1}{R_{\text{V}}}}{{\frac {1}{R_{\text{i}}}}+{\frac {1}{R_{\text{V}}}}}}={\frac {R_{\text{i}}}{R_{\text{V}}+R_{\text{i}}}}}.
Eine andere Gleichung gilt für die belastete lineare Spannungsquelle anhand ihres Ersatzschaltbildes (siehe hier)
{\displaystyle \eta _{U}={\frac {I^{2}R_{\text{V}}}{I^{2}R_{\text{i}}+I^{2}R_{\text{V}}}}={\frac {R_{\text{V}}}{R_{\text{i}}+R_{\text{V}}}}}.
Ein möglichst hoher Wirkungsgrad wird erzielt
- bei {\displaystyle R_{V}<R_{i}} durch Betrieb mit einer Stromquelle und
- bei {\displaystyle R_{i}<R_{V}} durch Betrieb mit einer Spannungsquelle.

Die beiden Wirkungsgrade ergänzen sich zu 100 %: {\displaystyle \quad \eta _{I}+\eta _{U}=1}. Wird eine belastete lineare Spannungsquelle mit dem Wirkungsgrad {\displaystyle \eta _{U}} als äquivalente Stromquelle aufgefasst (wie im vorhergehenden Kapitel), so verändert sich der Wirkungsgrad auf {\displaystyle \eta _{I}=1-\eta _{U}}.

### Zählrichtung
Bei einem passiven Bauelement oder Verbraucher soll sich die Bezugsrichtung der Stromstärke auf die Polarität der Spannung beziehen. Durch dieses in der Elektrotechnik weitgehend übliche Verbraucherzählpfeilsystem wie im Bild oben wird erreicht, dass Spannung und Stromstärke dasselbe Vorzeichen haben. Eine positive Stromstärke {\displaystyle I} von a nach b erzeugt am Verbraucher eine positive Spannung {\displaystyle U_{\mathrm {kl} }} von a nach b.

 Bei Umkehr eines der beiden Pfeile müsste in das ohmsche Gesetz ein Minuszeichen eingefügt werden. 
Die konsequente Verwendung der Vorzeichen in der gesamten Schaltung wird erreicht durch Zählpfeile am Erzeuger wie im Bild. Denn im Inneren des aktiven Bauteils bzw. der Quelle fließt der Strom der Spannung entgegen. Eine positive Stromstärke {\displaystyle I} (im Bild in der Quelle von unten nach oben) erzeugt am Verbraucher eine positive Spannung {\displaystyle U_{\mathrm {kl} }} (von oben nach unten).

### Parallel- und Reihenschaltung von Stromquellen
Soll dem Verbraucher mehr Strom zugeführt werden als die Quelle liefern kann, so dürfen Stromquellen mit gleicher Polarität oder Phasenlage parallelgeschaltet werden.
Beispiel: Mit parallelgeschalteten Stromquellen (nicht Spannungsquellen!)  kann ein Akkumulator schneller geladen werden.
Gefährlich ist die Reihenschaltung von Stromquellen. Da alle Quellen von exakt demselben Strom durchflossen werden, die Quellen aber nicht exakt gleich eingestellt sind, kann die eine Quelle eine unzulässig hohe oder inverse Spannung an der anderen Quelle aufbauen. Ein typisches Beispiel ist die Reihenschaltung von vielen Solarzellen: Ist eine Zelle stärker beschattet, erhält sie bei Belastung eine hohe inverse Spannung und kann zerstört werden. Daher werden in Reihe geschaltete Zellen oder Module ab einer bestimmten Anzahl mit jeweils antiparallel zu ihnen geschalteten Schutzdioden (Bypass-Diode) versehen.

## Anwendungen
Ein typisches Anwendungsbeispiel ist ein stromkonstantes Ladegerät mit einer definierten oder einstellbaren Ladeschlussspannung. Der Verbraucherwiderstand kann null sein, da Stromquellen prinzipiell kurzschlussfest ausgelegt sind. Weitere Verbraucher, die zum Betrieb eine Stromquelle benötigen, sind Leuchtdioden, Laserdioden und Gasentladungslampen. Je nach Leistung und Effizienz-Anforderungen werden hierfür Vorwiderstände, Schaltregler (Abwärtsregler), elektronische oder konventionelle Vorschaltgeräte und für Kaltkathodenröhren auch Resonanz- und Streufeldtransformatoren verwendet.

### Elementare Schaltung
Eine recht einfache Stromquelle lässt sich herstellen aus der Reihenschaltung einer Spannungsquelle mit einem Widerstand {\displaystyle R_{\mathrm {Q} }} als Quellenwiderstand (Vorwiderstand) und dem Verbraucher {\displaystyle R_{\mathrm {V} }}. Wenn die Speisespannung viel größer ist als die am Verbraucher auftretende Spannung, wird ein Quellenwiderstand gebraucht, der viel größer ist als der maximale Verbraucherwiderstand. Wenn sich die Belastung (der Verbraucherwiderstand) verändert, hat das nur geringfügigen Einfluss auf den Strom. Allerdings hat diese Quelle einen sehr schlechten Wirkungsgrad, da fast die gesamte von der Spannungsquelle gelieferte Energie im Quellenwiderstand umgesetzt wird. Soll sich die Stromstärke beispielsweise um maximal 1 % infolge Laständerung verändern dürfen, so muss
{\displaystyle 0<R_{\mathrm {V} }<(1/100)R_{\mathrm {Q} }}
sein. Abhilfe gegen den hohen Verlust bietet bei Wechselspannung die Verwendung eines induktiven oder kapazitiven Blindwiderstands als Vorwiderstand (Betrieb von Gasentladungslampen mit einem sogenannten konventionellen Vorschaltgerät (Vorschaltdrossel)).

### Elektronische Stromquellen
Diese Stromquellen werden unter Konstantstromquelle beschrieben. Sie können bis zu einer bestimmten Spannung jene nahezu waagerechte Strom-Spannungs-Kennlinie erzeugen. Sie werden für Mess- und Oszillatorschaltungen sowie für Zeitglieder verwendet.

### Stromwandler
Stromwandler sind spezielle Transformatoren zur potentialfreien Messung großer Wechselströme. Sie erzeugen einen Sekundärstrom, der idealerweise proportional zum Primärstrom ist. Das ist nahezu gegeben bei Abschlusswiderständen (als Bürde bezeichnet) von null bis zu einem Maximalwert, der sogenannten Nennbürde.

### Weitere Beispiele
Bauteile wie Solarzellen, Fotodioden oder Bipolartransistoren und IGBT verhalten sich in bestimmten Bereichen ihrer Kennlinien wie Stromquellen. So ist der Sperrstrom von Fotodioden über viele Größenordnungen proportional zum darauf fallenden Lichtstrom.
Messumformer liefern oft einen Strom als Ausgangssignal. Dabei kann es sich um Strommessungen, Temperaturmessungen oder andere Messgrößen handeln, aus denen ein proportionaler Strom erzeugt wird. Ströme wie das dafür bekannte und in Industrieanlagen angewendete 4…20-mA-Signal bieten bei der Übertragung gegenüber Spannungen Vorteile: der Spannungsabfall langer Leitungen und störbehaftete Potenzialbezüge am Einspeisepunkt bleiben ohne Einfluss auf das Signal. Beim 4…20-mA-Signal kann überdies eine Leitungsunterbrechung erkannt werden, wenn der Minimalwert 4 mA nicht erreicht wird.

## Energiequelle / Energiesenke
Die bisher behandelten Stromquellen sind energieabgebend. Nun gibt es Fälle, in denen es sinnvoll ist, das Modell der idealen Stromquelle derart zu erweitern, dass sich ihre Kennlinie nicht auf einen Quadranten beschränkt, sondern im oben gezeigten Bild nach links in den Bereich negativer Spannung fortsetzt. Das Modell der idealen Quelle ist immer in der Lage, sowohl als Erzeuger als auch als Verbraucher zu wirken; bei realen Quellen ist das in der Regel nicht der Fall.
Da das Modell der linearen Quelle auf dem Modell der idealen Quelle aufbaut, steigt bei der linearen Quelle die Kennlinie bei Leistungsaufnahme mit gleicher Steigung nach links weiter an auf Werte größer als der Kurzschlussstrom.

Ersatzschaltbild eines Bipolartransistors mit einer linearen Stromquelle im Weg vom Kollektor C zum Emitter E

Ein Beispiel für die Anwendung des umfassenden, hier jedoch ausschließlich in Verbraucherrichtung betriebenen Modells der Stromquelle ist der Bipolartransistor gemäß nebenstehendem Ersatzschaltbild. In diesem fließt der Strom entgegen der üblichen Richtung bei gegebener Spannungsrichtung einer Stromquelle. Diese ist somit energieaufnehmend. Sie ist nur Bestandteil des Ersatzschaltbilds und nicht existent. Die aufgenommene Energie führt zur Erwärmung des Transistors. Damit sich {\displaystyle I_{\mathrm {C} }} und {\displaystyle U_{\mathrm {CE} }} ausbilden können, ist der Transistor in einem geeigneten Stromkreis zu betreiben, den eine tatsächlich existierende Energiequelle speist.
Ein weiteres Beispiel ist der Messumformer mit Stromschnittstelle, der einen eingeprägten Strom als Maß für eine Messgröße (Temperatur, Druck usw.) passieren lässt und sich als Energiesenke verhält, die von einem Speisegerät versorgt werden muss.